# 希望の橋
『希望の橋』（きぼうのはし）は2004年2月18日に発売されたTHE ALFEE52枚目のシングル。

## 概要
TBS系ドラマ『サラリーマン金太郎4』主題歌。
カップリング曲は2004年大阪国際女子マラソンイメージソング。ライブやレコーディングでは7弦ギターが使われている。
初回限定盤はビデオクリップ映像のDVD付属。通常盤はボーナス・トラックが収録（詳細後述）。
2004年3月6日放送、NHK「週刊こどもニュース」内のコーナーで表題曲が使用された。

## 収録曲
全曲　作詞・作曲：高見沢俊彦　編曲：THE ALFEE
1. 希望の橋
2. 夜明けの星を目指して
3. 希望の橋 (Original Instrumental)
4. （BONUS TRACK）希望の鐘が鳴る朝に 〜2004 Mix Version〜（通常盤のみ収録）

## 関連作品
- 『THE ALFEE 30th ANNIVBERSARY VIDEO CLIPS Ⅱ』（DVD 2004年9月15日） - 「希望の橋」のプロモーションビデオを収録。内容はシングル盤に付属の初回限定盤と同様。後にBlu-ray版が再発売された。